# Glendale (Simbabwe)
Glendale ist eine Kleinstadt mit etwa 9798 Einwohnern (2002) in der Provinz Mashonaland Central in Simbabwe.

## Geografie
Glendale liegt etwa 1140 m hoch im Süden der Provinz, im Distrikt  Mazowe. Es befindet sich im Mazowe Tal 85 km nördlich von Harare.

## Wirtschaft
Im Umland werden Mais, Baumwolle und Zitrusfrüchte gepflanzt, Rinder und Schweine gehalten. Es ist ein intensiv genutztes Gebiet.
In Glendale liegen ein großes Depot der National Railways of Zimbabwe, ein Baumwolllager und eine Spinnerei. Eine Textilindustrie beginnt sich im Ort zu entwickeln. In der Iron Duke Mine 15 km südlich von Glendale wird Schwefelkies (Pyrit) abgebaut. Eine Mineralquelle erlaubt eine Mineralwasserproduktion.

## Infrastruktur
Glendale liegt an Straße und Eisenbahnlinie Harare-Bindura. Sie hat eine Flugpiste, Grund- und Sekundarschulen und das Howard Hospital der Heilsarmee, das vor allem mit an AIDS Erkrankten beschäftigt ist – 25.000 im Distrikt im Jahr 2006. Telefon und Elektrizität sind vorhanden.

## Bevölkerungsentwicklung
Bevölkerungsentwicklung
| Jahr          | Einwohner |
| ------------- | --------- |
| 1992 (Zensus) | 7174      |
| 2002 (Zensus) | 9798      |